# Emilio Reuben
Emilio Moisés Reuben (Vancouver, Canadá, 2 de febrero de 1913-Buenos Aires, Argentina, 20 de junio de 1988) fue un futbolista canadiense que se desempeñaba como delantero.

## Carrera

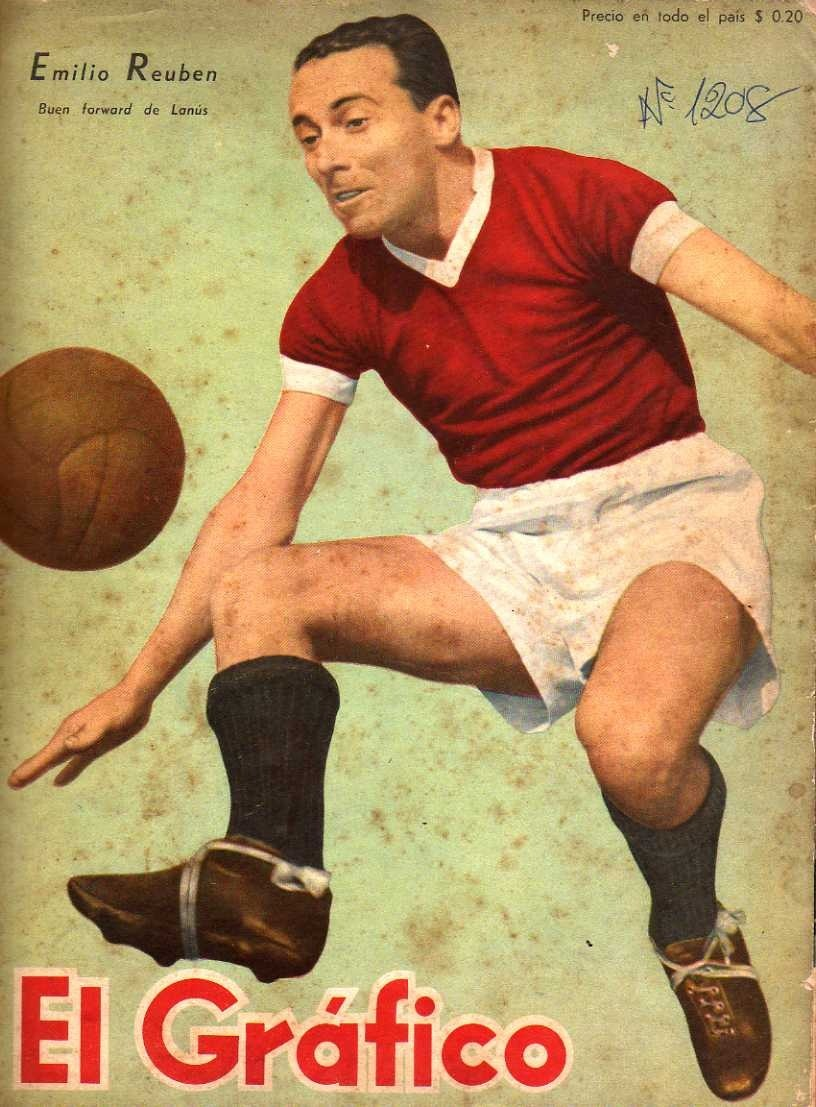
Reuben, tapa de El Gráfico en 1942.

Comenzó su carrera en 1933 jugando para Vélez Sársfield, cuando había llegado a la Argentina. Fuerte y definidor, jugó al lado de Agustín Cosso. Permaneció en el club hasta 1936.
En 1937 se unió a Independiente de Avellaneda, permaneciendo por 5 años. Allí compartió plantel con Arsenio Erico, Vicente de la Mata, Antonio Sastre y Fernando Bello, entre otros. Se consagró con el club en los campeonatos de 1938 y 1939, y la Copa Escobar de 1939.
Luego de un paso por Chile, en 1941 se trasladó a Brasil para jugar en el Flamengo, saliendo subcampeón del Campeonato Carioca a un punto del líder Fluminense. Permaneció en el equipo hasta 1942, año en que el club se consagraría campeón finalmente. Sin embargo, ese mismo año, Emilio regresó a la Argentina para jugar en Lanús, no pudiendo coronarse en Brasil. En 1943 se trasladó a Uruguay, en donde se confirmó su pase a Racing Club de Montevideo hasta 1944.
En 1944 llegó a Santiago National de Chile, y en 1947 se trasladó a Colombia para jugar en el Deportivo Cali, donde se retiró en 1948. El 5 de septiembre de 1948 Logró la primera victoria de equipo en Primera División, en un partido contra el Atlético Municipal (actual Atlético Nacional), que finalizó 4-1, donde convirtió 2 tantos.
En 1949 alternó en América de Cali como jugador-entrenador, además de ser pieza importante en la fundación del Deportes Quindío.

## Fallecimiento
Falleció el 20 de junio de 1988 en Vicente López, Buenos Aires, Argentina a causa de un accidente de tránsito.

## Clubes
| Club                 | País      | Año       |
| -------------------- | --------- | --------- |
| Vélez Sarsfield      | Argentina | 1933-1936 |
| Independiente        | Argentina | 1937-1941 |
| Flamengo             | Brasil    | 1941-1942 |
| Lanús                | Argentina | 1942      |
| Racing de Montevideo | Uruguay   | 1943-1944 |
| Santiago National    | Chile     | 1944-1947 |
| Deportivo Cali       | Colombia  | 1947-1948 |
| América de Cali      | Colombia  | 1949      |

## Palmarés

### Títulos oficiales
| Título           | Club          | País      | Año  |
| ---------------- | ------------- | --------- | ---- |
| Primera División | Independiente | Argentina | 1938 |
| Copa Ibarguren   | Independiente | Argentina | 1938 |
| Primera División | Independiente | Argentina | 1939 |
| Copa Escobar     | Independiente | Argentina | 1939 |
| Copa Ibarguren   | Independiente | Argentina | 1939 |

### Títulos no oficiales
Con Independiente:
- Copa Intendencia Municipal de La Rioja: 1937
- Copa Trofeo Premio Cigarrillos Saratoga (versus Racing Club): 1939
- Copa Confraternidad Argentino-Brasileña (versus Flamengo): 1939
- Copa Municipalidad de Avellaneda: 1940
- Trofeo Universidad de Chile (versus Universidad de Chile): 1940
- Torneo Internacional Nocturno: 1941
- Copa Intendente Municipal: 1941
- Copa Ministerio de Hacienda: 1941
- Copa Fraternidad: 1941
- Copa Presidente Prado: 1941